# Peter Schick
Peter Schick (* 6. Januar 1833 in Sessenhausen, Herzogtum Nassau; † 1921 in Düsseldorf) war ein deutscher Historien-, Porträt- und Figurenmaler der Düsseldorfer Schule.

## Leben
Peter Schick studierte von 1857 bis 1865 an der Kunstakademie Düsseldorf Malerei. Dort waren Wilhelm von Schadow und Eduard Bendemann seine Lehrer. Er ließ sich in Düsseldorf nieder, wo er 1897 im Stadtteil Pempelfort wohnte.
Zu seinen Förderern zählte der Industrielle Alfred Krupp, der sich von ihm für ein Bildnis im Ratssaal Essens porträtieren ließ und bei ihm ferner ein Bildnis Wilhelms II. für den Sitzungssaal der Gemeindevertretung von Bredeney in Auftrag gab. Auch verschiedene Staatsbeamte ließ Krupp von Schick porträtieren. Friedrich Alfred Krupp setzte die Zuwendung aus karitativen Gründen fort, indem er den an einem Augenleiden erkrankten Schick mit Kopier- und Restaurierungsarbeiten weiter beschäftigte. Auf der Großen Berliner Kunstausstellung des Jahres 1893 präsentierte Schick das Bildnis von Tseng Chi-tse (1839–1890), eines chinesischen Fürsten der Qing-Dynastie, der als „Marquis Tseng“ das Kaiserreich China als Gesandter in London, Paris und Sankt Petersburg vertreten hatte.